# Ryszard Suder
Ryszard Suder (ur. 29 września 1957 w Krakowie) – polski szachista.

## Kariera szachowa
Największe sukcesy odnosił w rywalizacji szachistów niewidomych i słabowidzących. W latach 1989, 1991, 1993, 1999, 2001 oraz 2003 sześciokrotnie zdobył tytuły Mistrza Polski Niewidomych. W 1995 r. zdobył w Torrevieji brązowy medal Indywidualnych Mistrzostw Świata Międzynarodowego Stowarzyszenia Szachistów Niewidomych. Pomiędzy 1992 a 2008 r. pięciokrotnie reprezentował Polskę na Olimpiadach Szachowych Niewidomych, zdobywając cztery medale – wspólnie z drużyną: złoty (2004) i srebrny (2000) oraz indywidualnie: srebrny (2000 – na III szachownicy) i brązowy (2004 – na III szachownicy). W latach 1994–2013 był również pięciokrotnym uczestnikiem Drużynowych Mistrzostw Świata Niewidomych, zdobywając siedem medali – wspólnie z drużyną: dwa złote (2001, 2005) i dwa srebrne (2010, 2013) oraz indywidualnie: złoty (2005 – na III szachownicy) i dwa srebrne (2001 – na II szachownicy, 2010 – na IV szachownicy).
Najwyższy ranking w karierze osiągnął 1 kwietnia 2002 r., z wynikiem 2296 punktów zajmował wówczas 129. miejsce wśród polskich szachistów.